# Route européenne 72
Pour les articles homonymes, voir E72 et Route 72.
La route européenne 72 (E72) est une route reliant Bordeaux à Toulouse.
Elle emprunte en majeure partie le tracé de l'A62. Elle correspond donc, en grande partie, à la partie ouest de l'Autoroute des Deux Mers.

## Tracé

### France
- Origine : Boulevards de Bordeaux
- de Bordeaux à Bègles
- (rocade de Bordeaux) entre Bègles ( 21) et Villenave-d'Ornon ( 19)
- entre Villenave d'Ornon et Toulouse-Est.
  - Intersection  à Auros (près de Langon)
  - Intersection  à Montbartier ( 10, près de Montauban), tronçon commun  entre Montbartier et Toulouse-Sud
  - Intersection  à Toulouse-Nord.
- entre l'échangeur  à Toulouse-Est et Toulouse-Sud.
  - Intersection  à Toulouse-Sud
- Fin : Échangeur avec  à Toulouse-Sud